# Argentina en la Copa Mundial de Fútbol de 1982
La selección de Argentina fue uno de los 24 equipos participantes en la Copa Mundial de Fútbol de 1982. El torneo se llevó a cabo del 13 de junio al 11 de julio en España.
Fue la octava participación de Argentina, que formó parte del Grupo 3, junto a Bélgica, El Salvador y Hungría.

## Participación
- Los horarios son correspondientes a la Hora central europea de verano (UTC+2).

### Partidos
| Fecha       | Lugar     | Instancia    |           |                      | Resultado |                        |             |
| ----------- | --------- | ------------ | --------- | -------------------- | --------- | ---------------------- | ----------- |
| 13 de junio | Barcelona | Primera fase | Argentina | Bandera de Argentina | 0:1 (0:0) | Bandera de Bélgica     | Bélgica     |
| 18 de junio | Alicante  | Primera fase | Argentina | Bandera de Argentina | 4:1 (2:0) | Bandera de Hungría     | Hungría     |
| 23 de junio | Alicante  | Primera fase | Argentina | Bandera de Argentina | 2:0 (1:0) | Bandera de El Salvador | El Salvador |
| 29 de junio | Barcelona | Segunda fase | Italia    | Bandera de Italia    | 2:1 (0:0) | Bandera de Argentina   | Argentina   |
| 2 de julio  | Barcelona | Segunda fase | Argentina | Bandera de Argentina | 1:3 (0:1) | Bandera de Brasil      | Brasil      |

### Primera fase - Grupo 3
| Selección   | Pts | PJ | PG | PE | PP | GF | GC | Dif |
| ----------- | --- | -- | -- | -- | -- | -- | -- | --- |
| Bélgica     | 5   | 3  | 2  | 1  | 0  | 3  | 1  | 2   |
| Argentina   | 4   | 3  | 2  | 0  | 1  | 6  | 2  | 4   |
| Hungría     | 3   | 3  | 1  | 1  | 1  | 12 | 6  | 6   |
| El Salvador | 0   | 3  | 0  | 0  | 3  | 1  | 13 | −12 |

|  | Clasificados a la segunda fase. |

#### Argentina vs. Bélgica
| 13 de junio de 1982 | Argentina | 0:1 (0:0) | Bélgica         | Estadio Camp Nou, Barcelona                                                   |                                                                               |
|                     |           | Reporte   | Vandenbergh 62' | Asistencia: 95.000 espectadores Árbitro(s): Vojtech Christov (Checoslovaquia) | Asistencia: 95.000 espectadores Árbitro(s): Vojtech Christov (Checoslovaquia) |

| Uniformes | Uniformes | Uniformes | Uniformes |
| --------- | --------- | --------- | --------- |
|           |           |           |           |

|                                |                        |
| ARGENTINA                      | BELGICA                |
| 7 Fillol                       | 1 Pfaff                |
| 14 Olguín                      | 2 Gerets               |
| 8 Galván                       | 15 De Schrijver        |
| 15 Passarella                  | 3 L. Millecamps        |
| 18 Tarantini                   | 14 Baecke              |
| 1 Ardiles                      | 20 Vandersmissen       |
| 9 Gallego                      | 10 Coeck               |
| 10 Maradona                    | 6 Vercauteren          |
| 4 Bertoni                      | 11 Ceulemans           |
| 6 Ramón Díaz                   | 9 Vandenbergh          |
| 11 Kempes                      | 21 Czerniatynski       |
| DT César Menotti               | DT Guy Thys            |
| Cambios Valdano (R. Díaz, 65') | Cambios no hubo        |
| Amonestados Bertoni            | Amonestados Millecamps |

| 18 de junio de 1982 | Argentina                                     | 4:1 (2:0) | Hungría      | Estadio José Rico Pérez, Alicante                                    |                                                                      |
|                     | Bertoni 26' · Maradona 28', 57' · Ardiles 60' | Reporte   | Pölöskei 76' | Asistencia: 32.093 espectadores Árbitro(s): Belaid Lacarne (Argelia) | Asistencia: 32.093 espectadores Árbitro(s): Belaid Lacarne (Argelia) |

| Uniformes | Uniformes | Uniformes | Uniformes |
| --------- | --------- | --------- | --------- |
|           |           |           |           |

|                                                         |                                                   |
| ARGENTINA                                               | HUNGRÍA                                           |
| 7 Fillol                                                | 1 Meszaros                                        |
| 14 Olguín                                               | 2 Martos                                          |
| 8 Galván                                                | 3 Balint                                          |
| 15 Passarella                                           | 4 Toth                                            |
| 18 Tarantini                                            | 14 Garaba                                         |
| 1 Ardiles                                               | 14 Sandor Sallai                                  |
| 9 Gallego                                               | 19 Jozsef Varga                                   |
| 10 Maradona                                             | 13 Tibor Rab                                      |
| 20 Valdano                                              | 8 Nyilasi                                         |
| 4 Bertoni                                               | 10 Laszlo Kiss                                    |
| 11 Kempes                                               | 11 Pölöskei                                       |
| DT César Menotti                                        | DT Kalman Meszoely                                |
| Cambios Calderón (Valdano, 25') Barbas (Tarantini, 52') | Cambios Fazekas (Martos, 46') Szentes (Kiss, 61') |
| Amonestados no hubo                                     | Amonestados no hubo                               |

| 23 de junio de 1982 | Argentina                           | 2:0 (1:0) | El Salvador | Estadio José Rico Pérez, Alicante                                    |                                                                      |
|                     | Passarella 22' (pen.) · Bertoni 54' | Reporte   |             | Asistencia: 32.500 espectadores Árbitro(s): Luis Barrancos (Bolivia) | Asistencia: 32.500 espectadores Árbitro(s): Luis Barrancos (Bolivia) |

| Uniformes | Uniformes | Uniformes | Uniformes |
| --------- | --------- | --------- | --------- |
|           |           |           |           |

|                                                              |                                                     |
| ARGENTINA                                                    | EL SALVADOR                                         |
| 7 Fillol                                                     | 1 Luis Mora                                         |
| 14 Olguín                                                    | 12 Osorto                                           |
| 8 Galván                                                     | 3 Jovel                                             |
| 15 Passarella                                                | 15 Jaime González                                   |
| 18 Tarantini                                                 | 4 Recinos                                           |
| 1 Ardiles                                                    | 14 L. Ramírez Zapata                                |
| 9 Gallego                                                    | 8 Rugamas                                           |
| 10 Maradona                                                  | 6 Ventura                                           |
| 4 Bertoni                                                    | 10 José Huezo                                       |
| 5 Calderón                                                   | 9 José Rivas                                        |
| 11 Kempes                                                    | 11 Jorge González                                   |
| DT César Menotti                                             | DT Mauricio Rodríguez                               |
| Cambios Ramón Díaz (Bertoni, 66') Santamaría (Calderón, 78') | Cambios M. Díaz (Osorto, 77') Alfaro (Ventura, 78') |
| Amonestados Olguín Gallego                                   | Amonestados Recinto Osorto Luis Ramírez             |

### Segunda fase - Grupo C
| Selección | Pts | PJ | PG | PE | PP | GF | GC | Dif |
| --------- | --- | -- | -- | -- | -- | -- | -- | --- |
| Italia    | 4   | 2  | 2  | 0  | 0  | 5  | 3  | 2   |
| Brasil    | 2   | 2  | 1  | 0  | 1  | 5  | 4  | 1   |
| Argentina | 0   | 2  | 0  | 0  | 2  | 2  | 5  | −3  |

|  | Clasificado a las semifinales. |

#### Italia vs. Argentina
| 29 de junio de 1982 | Italia                     | 2:1 (0:0) | Argentina      | Estadio de Sarriá, Barcelona                                         |                                                                      |
|                     | Tardelli 57' · Cabrini 67' | Reporte   | Passarella 83' | Asistencia: 43.000 espectadores Árbitro(s): Nicolae Rainea (Rumania) | Asistencia: 43.000 espectadores Árbitro(s): Nicolae Rainea (Rumania) |

|                   |                                             |
| ITALIA            | ARGENTINA                                   |
| 1 Dino Zoff       | 7 Fillol                                    |
| 4 Cabrini         | 14 Olguín                                   |
| 5 Collovati       | 8 Galván                                    |
| 6 Gentile         | 15 Passarella                               |
| 7 Scirea          | 18 Tarantini                                |
| 9 Antognoni       | 1 Ardiles                                   |
| 13 Oriali         | 9 Gallego                                   |
| 14 Marco Tardelli | 10 Maradona                                 |
| 16 Bruno Conti    | 4 Bertoni                                   |
| 19 Graziani       | 6 Ramón Díaz                                |
| 20 Paolo Rossi    | 11 Kempes                                   |
| DT Enzo Bearzot   | DT César Menotti                            |
| Cambios no hubo   | Cambios no hubo                             |
| Amonestados Rossi | Amonestados Kempes Maradona Ardiles Gallego |
|                   | Expulsado Gallego                           |

| 2 de julio de 1982 | Argentina | 1:3 (0:1) | Brasil                               | Estadio de Sarriá, Barcelona                                             |                                                                          |
|                    | Díaz 89'  | Reporte   | Zico 11' · Serginho 66' · Júnior 75' | Asistencia: 44.000 espectadores Árbitro(s): Mario Rubio Vázquez (México) | Asistencia: 44.000 espectadores Árbitro(s): Mario Rubio Vázquez (México) |

|                                                            |                              |
| ARGENTINA                                                  | BRASIL                       |
| 7 Fillol                                                   | 1 Valdir Peres               |
| 14 Olguín                                                  | 2 Leandro                    |
| 8 Galván                                                   | 3 Oscar                      |
| 15 Passarella                                              | 4 Luisinho                   |
| 18 Tarantini                                               | 6 Junior                     |
| 1 Ardiles                                                  | 5 Cerezo                     |
| 5 Calderón                                                 | 8 Sócrates                   |
| 3 Juan Barbas                                              | 11 Eder                      |
| 10 Maradona                                                | 15 Falcão                    |
| 4 Bertoni                                                  | 10 Zico                      |
| 11 Kempes                                                  | 9 Serginho                   |
| DT César Menotti                                           | DT Telê Santana              |
| Cambios Ramón Díaz (Kempes, 46') Santamaría (Bertoni, 65') | Cambios Edevaldo (Zico, 83') |
| Amonestado Passarella                                      | Amonestados Peres Falcão     |
| Expulsado Maradona                                         |                              |

## Participación de jugadores
|    | Pos            | Nac | Jugador             | Equipo              | PJ | Goles |
| -- | -------------- | --- | ------------------- | ------------------- | -- | ----- |
| 1  | Centrocampista |     | Osvaldo Ardiles     | Tottenham (ING)     | 5  | 1     |
| 2  | Guardameta     |     | Hector Baley        | Talleres -C-        | 0  | 0     |
| 3  | Centrocampista |     | Juan Barbas         | Racing              | 2  | 0     |
| 4  | Delantero      |     | Daniel Bertoni      | Fiorentina (ITA)    | 5  | 2     |
| 5  | Delantero      |     | Gabriel Calderón    | Independiente       | 4  | 0     |
| 6  | Delantero      |     | Ramón Díaz          | Napoli (ITA)        | 4  | 1     |
| 7  | Guardameta     |     | Ubaldo Fillol       | River Plate         | 5  | 0     |
| 8  | Defensa        |     | Luis Galván         | Talleres -C-        | 5  | 0     |
| 9  | Centrocampista |     | Americo Gallego     | River Plate         | 4  | 0     |
| 10 | Delantero      |     | Diego Maradona      | Barcelona (ESP)     | 5  | 2     |
| 11 | Delantero      |     | Mario Kempes        | River Plate         | 5  | 0     |
| 12 | Centrocampista |     | Patricio Hernandez  | Torino (ITA)        | 0  | 0     |
| 13 | Centrocampista |     | Julio Olarticoechea | River Plate         | 0  | 0     |
| 14 | Defensa        |     | Jorge Olguin        | Independiente       | 5  | 0     |
| 15 | Defensa        |     | Daniel Passarella   | Fiorentina (ITA)    | 5  | 2     |
| 16 | Guardameta     |     | Nery Pumpido        | Vélez Sarsfield     | 0  | 0     |
| 17 | Delantero      |     | Santiago Santamaria | Newell's            | 2  | 0     |
| 18 | Defensa        |     | Alberto Tarantini   | River Plate         | 5  | 0     |
| 19 | Defensa        |     | Enzo Trossero       | Independiente       | 0  | 0     |
| 20 | Delantero      |     | Jorge Valdano       | Real Zaragoza (ESP) | 2  | 0     |
| 21 | Centrocampista |     | José Valencia       | Talleres -C-        | 1  | 0     |
| 22 | Defensa        |     | José Van Tuyne      | Millonarios (COL)   | 0  | 0     |